# Metla-talo
La maison Metla (finnois : Metla-talo) est un bâtiment construit pour l'Institut finlandais de recherche forestière (Metla) à Joensuu en Finlande,,.

## Présentation
L'édifice est bâti en 2004.

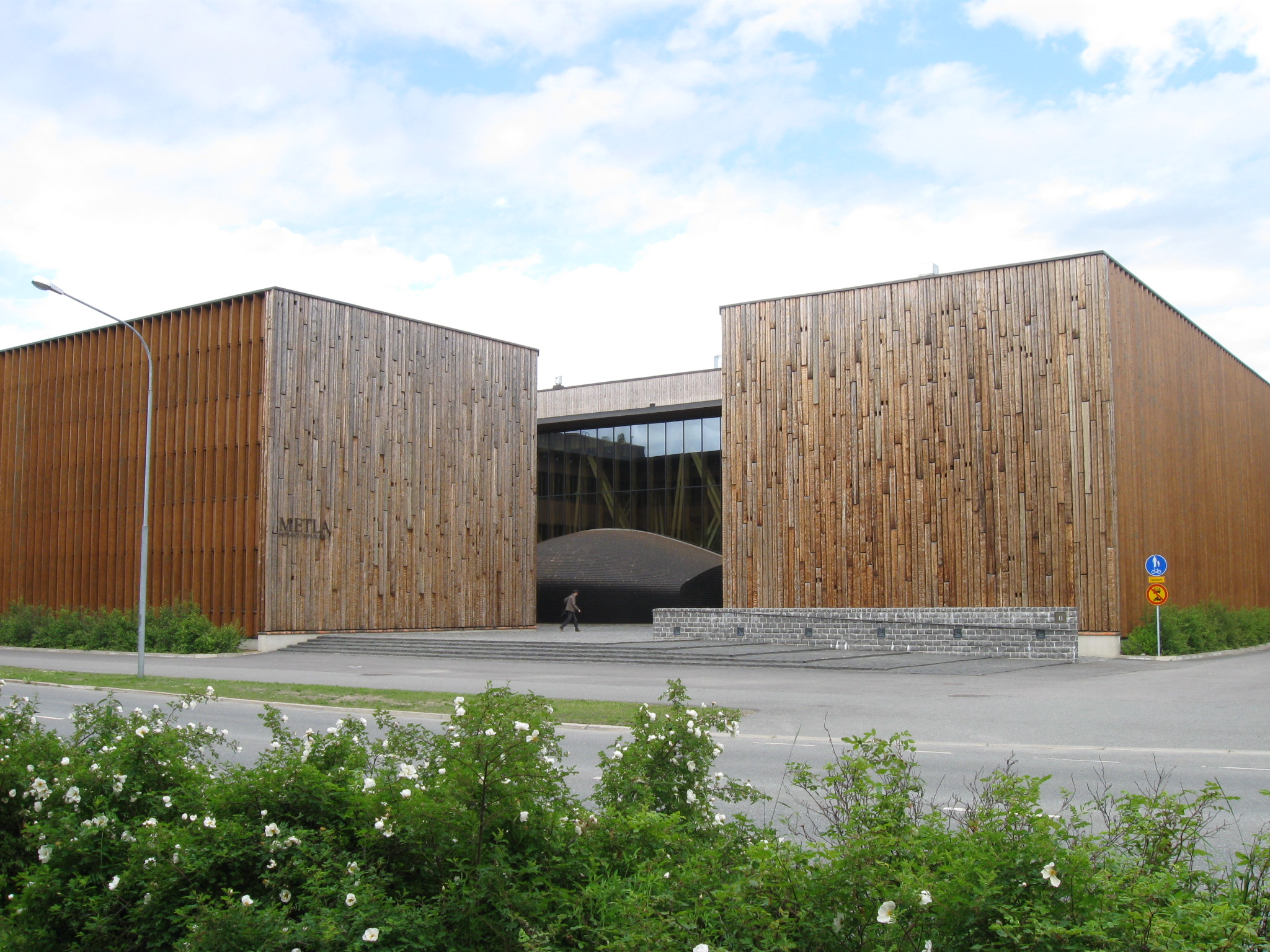
La Metla-talo.

Une fois achevé en 2004, le Metla-talo est le premier grand immeuble de bureaux à ossature en bois de trois étages en Finlande. 
Sa surface brute est de 7600 mètres carrés, équivalent à environ 50 maisons individuelles  et il offre un espace de travail pour plus de 200 employés.
Le bâtiment, construit sur le campus universitaire de Joensuu, utilise à la fois des structures de construction en bois innovantes et traditionnelles. 
Le concours d'architecture pour la construction de la maison a été remporté par la proposition de SARC Oy, de l'architecte Antti-Matti Siikala.
En 2015, Metla fusionne avec le Centre des ressources naturelles (Luke), mais le nom du bâtiment restera inchangé.

## Projet pilote de construction moderne en bois
La Metla-talo est un projet pilote de construction en bois dont l'un des objectifs était de faire du bois une alternative aux autres matériaux dans la construction de bureaux à grande échelle. 
Un concours d'architecture pour la construction de la maison est organisé en 2002. 
Il est remporté par la proposition "Puumerkki" de SARC Oy, le principal architecte étant Antti-Matti Siikala.
Le modèle de la maison Metla est celui d'un ancien établissement d'enseignement, avec des espaces organisés autour d'une cour commune. L'entrée, entourée de rondins vieux de 100 ans, sert de passerelle vers le bâtiment et sa cour principale.
Le hall d'accueil est doté d'une salle de conférence au toit en tuiles, conçue comme une forme de bateau inversé. Des espaces de travail, des bureaux et des espaces de laboratoire sont construits autour de la cour et du hall.
Presque toutes les 24 espèces de bois qui poussent en Finlande ont été utilisées dans la construction et la décoration du bâtiment. 
Six essences de bois, dominantes dans les structures, représentent environ 80% de tous les matériaux en bois. 
Le bois représente environ 40% de la masse des matériaux de construction, soit environ 2 000 mètres cubes.
La pierre joue également un rôle important dans l'édifice Metla-talo. La cour extérieure est faite de dés, le sol du hall est constitué de stéatite de Nunnanlahti.